# Operación Vístula
La Operación Vístula (polaco: Akcja "Wisła"; ucraniano: Операція «Вісла»), fue el nombre en clave dado en 1947 para la deportación de las poblaciones de ucranianos y lemkos del sudeste de la República Popular de Polonia, llevado a cabo por las autoridades comunistas polacas con la ayuda de la Unión Soviética y la República Checoslovaca.

## Historia

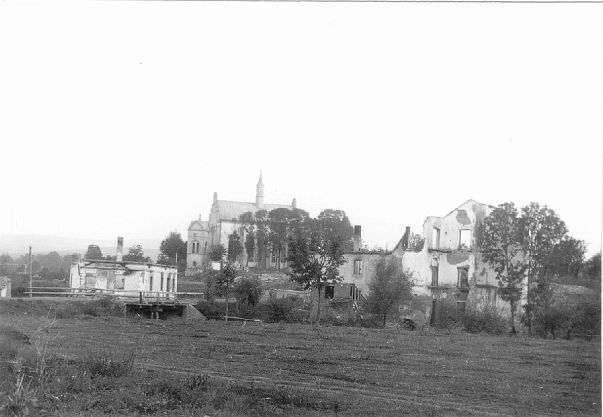
La ciudad polaca de Bukowsko incendiada por la UPA en 1946

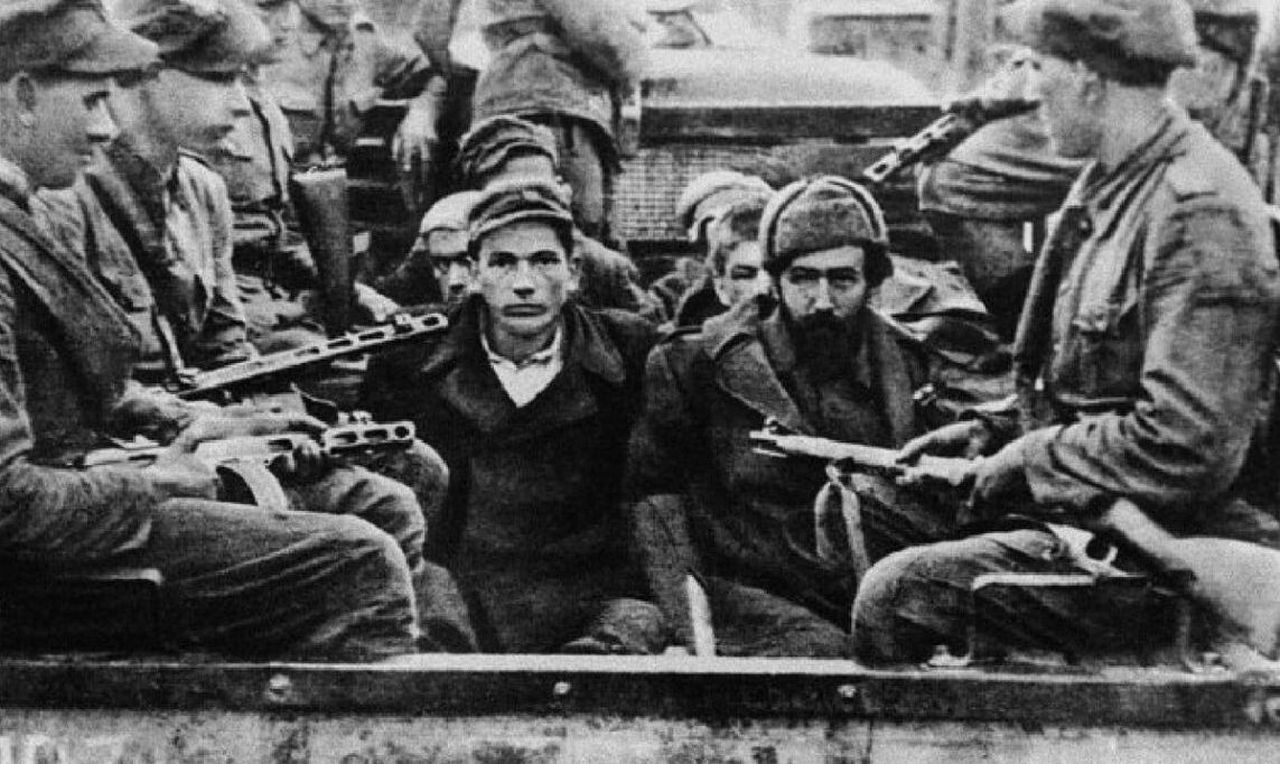
Miembros de la UPA capturados por soldados del ejército polaco

El objetivo declarado de la operación era la supresión del Ejército Insurgente Ucraniano (UPA), al que se atribuyeron el terror y el asesinato de polacos en los territorios sudorientales desde 1944. Más de 200.000 personas, la mayoría de etnia ucraniana, residentes en el sudeste de Polonia fueron forzados a establecerse en los «territorios recuperados» en el norte y oeste del país. La operación recibió el nombre del río Vístula, Wisła en polaco.

## Legado
Después de la caída del comunismo, la operación fue condenada por políticos e historiadores polacos y ucranianos. Ha sido descrita como una limpieza étnica de los polacos tanto en fuentes occidentales como ucranianas. A partir de 2005, el idioma rusino, que ha sido históricamente una lengua minorizada en Polonia y es hablado por una pequeña minoría de lemkos, ha sido cooficializado en algunas comunas (gminas) del voivodato de Pequeña Polonia como lengua auxiliar, convirtiéndose en comunas bilingües.